# Condado de Casarrubios del Monte
El condado de Casarrubios del Monte es un título nobiliario español creado 16 de febrero de 1599 por el rey Felipe III de España a favor de Gonzalo Chacón y Ayala, descendiente de Gonzalo Chacón, I señor de Casarrubios del Monte. Su nombre se refiere al municipio toledano de Casarrubios del Monte.

## Condes de Casarrubios del Monte
|                                   | Titular                                                  | Periodo                           | Casa                              |
| Creación por Felipe III de España | Creación por Felipe III de España                        | Creación por Felipe III de España | Creación por Felipe III de España |
| --------------------------------- | -------------------------------------------------------- | --------------------------------- | --------------------------------- |
| I                                 | Gonzalo Chacón y Ayala                                   | 1599-1613                         | Casa de Chacón                    |
| II                                | Gonzalo Chacón y Rojas]                                  | 1613-¿?                           | Casa de Chacón                    |
| III                               | Diego Chacón y Rojas                                     | ¿?-1655                           | Casa de Chacón                    |
| IV                                | Isabel Chacón y Mendoza                                  | 1655-1691                         | Casa de Chacón                    |
| V                                 | Juan de Chaves y Chacón                                  | 1691-1696                         | Casa de Chacón                    |
| VI                                | Joaquín López de Zúñiga y Chaves                         | 1696-1725                         | Casa de Zúñiga                    |
| VII                               | Antonio de Zúñiga y Chaves                               | 1725-1765                         | Casa de Zúñiga                    |
| VIII                              | Pedro de Alcántara López de Zúñiga y Chaves              | 1765-1790                         | Casa de Zúñiga                    |
| IX                                | María del Carmen Josefa López de Zúñiga Chaves y Velasco | 1796-1829                         | Casa de Zúñiga                    |
| X                                 | Eugenio Eulalio de Palafox y Portocarrero                | 1808-1834                         | Casa de Portocarrero              |
| XI                                | Cipriano de Palafox y Portocarrero                       | 1834-1839                         | Casa de Portocarrero              |
| XII                               | María Francisca de Sales Palafox y Kirkpatrick           | 1839-1860                         | Casa de Portocarrero              |
| XIII                              | Carlos María Fitz-James Stuart y Palafox                 | 1860-1901                         | Casa de Alba                      |
| XIV                               | Jacobo Fitz-James Stuart y Falcó                         | 1901-1953                         | Casa de Alba                      |
| XV                                | Cayetana Fitz-James Stuart y Silva                       | 1954-2014                         | Casa de Alba                      |
| XVI                               | Carlos Fitz-James Stuart y Martínez de Irujo             | 2015-                             | Casa de Alba                      |

## Historia de los condes de Casarrubios del Monte
- Gonzalo Chacón y Ayala (m. 1613), V señor y I conde de Casarrubios del Monte, señor de Arroyomolinos, caballero de la Orden de Santiago y mayordomo de la reina Margarita de Austria-Estiria[2] Era hijo de Francisco Chacón, señor de Casarrubios, y de Aldonza de Ayala, hija de Francisco de Rojas y de su esposa, Juana de Rivera.

Casó con su prima hermana, Isabel de Sandoval Rojas y Chacón. Sucedió su hijo:
- Gonzalo Chacón y Rojas (n. 1581), II conde de Casarrubios del Monte.[3]

Casó en primeras nupcias con Mencía de Ayala y Zúñiga, hija de Pedro López de Ayala y Cárdenas, V condado de Fuensalida, y de su esposa María de Zúñiga Cárdenas Pacheco y Figueroa.  Contrajo un segundo matrimonio con Juana Zapata y Osorio, quien en 1653 contrajo un segundo matrimonio con Manuel Pantoja y Alpuche, caballero de a Orden de Calatrava. Sin descendencia, sucedió su hermano:
- Diego Chacón y Rojas (m. 5 de noviembre de 1665), III conde de Casarrubios del Monte.

Casó en primeras nupcias con Inés María Mendoza y Castilla y en segundas con María de Mendoza de Sotomayor. Sucedió su hija:
- Isabel Chacón y Mendoza (1624-Madrid, 27 de septiembre de 1691), IV condesa de Casarrubios del Monte.[7][8]

Casó, en primeras nupcias, con Melchor de Chaves y Mendoza. Contrajo un segundo matrimonio con Francisco Zapata de Mendoza y Sidonia, hijo de Diego Zapata de Mendoza, II conde de Barajas y mayordomo mayor del rey Felipe IV, y de María Sidonia Riederer de Paar. De su segundo matrimonio nació María Micaela Zapata y Chacón, casada con Juan Antonio de Orozco y Manrique de Lara, III marqués de Mortara II marqués de Olías y II marqués de Zarreal. Le sucedió en el condado, su hijo del primer matrimonio:
- Juan de Chaves y Chacón (m. Madrid, 29 de marzo de 1696[7]), V conde de Casarrubios del Monte,[10] II conde de Santa Cruz de la Sierra, II vizconde de la Calzada[10] y presidente de la Casa de la Contratación.[7]

Casó, el 5 de octubre de 1669, en el Palacio Real de Madrid, con Ana María Enríquez de Zúñiga Avellaneda y Bazán (c. 1642-16 de octubre de 1700), dama de la reina Mariana de Austria, XI condesa de Miranda del Castañar, VII duquesa de Peñaranda de Duero, X marquesa de La Bañeza, XI vizcondesa de los Palacios de la Valduerna, VII marquesa de Valdunquillo y VIII marquesa de Mirallo. Era hija de Francisco de Zúñiga y Avellaneda, VII conde de Miranda del Castañar, VII vizconde de los Palacios de Valduerna, V marqués de La Bañeza, III duque de Peñaranda de Duero, caballero de la Orden de Santiago y gentilhombre de cámara del rey, y de su esposa, Ana Enríque de Acevedo, IV marquesa de Mirallo y III marquesa de Valdunquillo.  Sucedió su hijo:
- Joaquín López de Zúñiga y Chaves (Madrid, 20 de julio de 1670-28 de diciembre de 1725), VI conde de Casarrubios del Monte,[13] XII conde de Miranda del Castañar,[11] VIII duque de Peñaranda de Duero, XI marqués de La Bañeza, XII vizconde de los Palacios de la Valduerna, VIII marqués de Valdunquillo, IX marqués de Mirallo, III conde de Santa Cruz de la Sierra y III vizconde de la Calzada.[13]

Casó en primeras nupcias, el 27 de enero de 1695, con Isabel Rosa de Ayala Zúñiga y Fonseca (m. 1717) y en segundas nupcias, alrededor de 1720, con Manuela Cardeña Aguilera. Sucedió su hijo del primer matrimonio:
- Antonio de Zúñiga y Chaves (Madrid, 20 de junio de 1698-Madrid, 28 de agosto de 1765), VII conde de Casarrubios del Monte,[13] XIII conde de Miranda del Castañar,[11] IX duque de Peñaranda de Duero, IX marqués de Valdunquillo, X marqués de Mirallo, IV conde de Santa Cruz de la Sierra, XIII vizconde de los Palacios de Valduerna, XIII marqués de La Bañeza y V vizconde de la Calzada.[13]

Casó, el 10 de noviembre de 1726, con María Teresa Pacheco Téllez-Girón y Toledo (m. 1755). Sucedió su hijo:

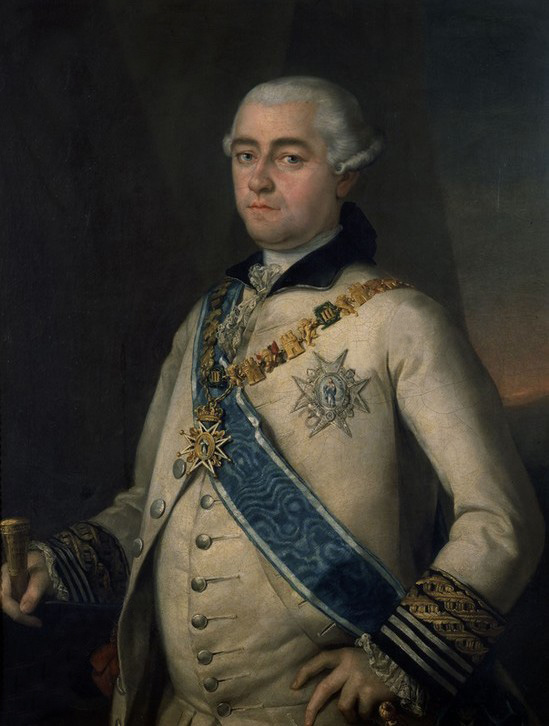
Retrato de Pedro de Alcántara López de Zúñiga, conde de Miranda del Castañar, por Goya, 1774

- Pedro de Alcántara López de Zúñiga y Chaves (m. 27 de marzo de 1790), VIII conde de Casarrubios del Monte,[15] XIV conde de Miranda del Castañar,[16] X duque de Peñaranda de Duero, XIV marqués de La Bañeza, XIV vizconde de los Palacios de la Valduerna, X marqués de Valdunquillo, XI marqués de Mirallo y V conde de Santa Cruz de la Sierra.[15]

Casó el 10 de marzo de 1763, con Ana Fernández de Velasco y Pacheco (m. 1788). Sucedió su hija:
- María del Carmen Josefa López de Zúñiga Chaves y Velasco (m. 4 de noviembre de 1829), IX condesa de Casarrubios del Monte,[15] XV condesa de Miranda del Castañar,[16] XI duquesa de Peñaranda de Duero, XVI marquesa de La Bañeza, XV vizcondesa de los Palacios de la Valduerna, XI marquesa de Valdunquillo, XII marquesa de Mirallo, VI condesa de Santa Cruz de la Sierra, XV marquesa de Moya y I condesa de San Esteban de Gormaz.[15]

Caso, en primeras nupcias, con Pedro de Alcántara Álvarez de Toledo y Gonzaga y en segundas nupcias con José Martínez Yanguas. Sucedió su sobrino, nieto del XIII conde de Miranda del Castañar, hijo de María Francisca de Guzmán y Portocarrero —hija de María Josefa Chaves-Chacón y Pacheco, y de su esposo Cristóbal Pedro Portocarrero y Guzmán, VI marqués de Valderrabano—,y de su esposo, Felipe Antonio José de Palafox Centurión Croy D'Havre.
- Eugenio Eulalio Palafox Portocarrero (12 de febrero de 1773-18 de julio de 1834), X conde de Casarrubios del Monte,[17] XVI conde de Miranda del Castañar,[16] VII conde de Montijo,[18] XII duque de Peñaranda de Duero, XVII marqués de La Bañeza, XVI vizconde de los Palacios de la Valduerna, XII marqués de Valdunquillo, XIII marqués de Mirallo, VII conde de Santa Cruz de la Sierra, XVI marqués de Moya, XXX conde de San Esteban de Gormaz, VIII marqués de Valderrábano, VI conde de Fuentidueña, XII marqués de la Algaba, VII marqués de Osera, VI marqués de Castañeda, X conde de Baños, XVII conde de Teba, XVI marqués de Ardales, VII conde de Ablitas y VIII vizconde de la Calzada.[17]

Casó, en 1792, con María Ignacia Idiáquez y Carvajal. Sin descendencia, sucedió su hermano:
- Cipriano Portocarrero y Palafox (m. 15 de marzo de 1839), XI conde de Casarrubios del Monte,[19] XVII conde de Miranda del Castañar, VIII conde de Montijo,[18] XIII duque de Peñaranda de Duero, XVIII marqués de La Bañeza, XVII vizconde de los Palacios de la Valduerna, XIII marqués de Valdunquillo, XIV marqués de Mirallo, VIII conde de Santa Cruz de la Sierra, IX vizconde de la Calzada, XVII marqués de Moya, XXI conde de San Esteban de Gormaz, IX marqués de Valderrábano, VII conde de Fuentidueña, XII marqués de la Algaba, VIII marqués de Osera, VII marqués de Castañeda, XI conde de Baños, VIII conde de Ablitas, X marqués de Fuente el Sol XVIII conde de Teba, XVII marqués de Ardales, X conde de Mora, prócer del reino y senador por Badajoz.[19]

Contrajo matrimonio, el 15 de diciembre de 1817, con María Manuela Kirkpatrick y Grevignée (m. 1879). Sucedió su hija:
- María Francisca Portocarrero y Kirkpatrick, (1825-16 de septiembre de 1860), XII condesa de Casarrubios del Monte,[a] XVIII condesa de Miranda del Castañar,[16] IX condesa de Montijo,[18] XIV duquesa de Peñaranda de Duero, XI condesa de Mora, XIX marquesa de La Bañeza, XIV marquesa de Valdunquillo, XV marquesa de Mirallo, X marquesa de Valderrábano, XIII marquesa de la Algaba, VIII marquesa de Castañeda, XXII condesa de San Esteban de Gormaz, VIII condesa de Fuentidueña, XVIII vizcondesa de los Palacios de la Valduerna, X vizcondesa de la Calzada, XVI marquesa de Villanueva del Fresno y XVI marquesa de Barcarrota.[19]

Casó, el 14 de febrero de 1844, con Jacobo Fitz-James Stuart y Ventimiglia, XV duque de Alba. Sucedió su hijo:
- Carlos Fitz-James Stuart y Portocarrero (Madrid, 4 de diciembre de 1849-Nueva York, 15 de octubre de 1901), XIII conde de Casarrubios del Monte,[20]  XIX conde de Miranda del Castañar,[16] XVI duque de Alba,[21] X conde de Montijo,[18] IX marqués de Castañeda,[20], etc. senador y caballero del Toisón de Oro.[21]

Casó, el 10 de diciembre de 1877, con María Rosario Falcó y Osorio (m. 1904), XXI condesa de Siruela. Sucedió su hijo en 1902:
- Jacobo Fitz-James Stuart y Falcó (Madrid, 17 de octubre de 1878-Lausana, 24 de septiembre de 1953), XIV conde de Casarrubios,[22] XX conde de Miranda del Castañar,[16] XVII duque de Alba,[21] etc., ministro de estado e Instrucción Pública, director de la Real Academia de la Historia, embajador en Londres y caballero del Toisón de Oro.[21]

Casó, el 7 de octubre de 1920, con María del Rosario de Silva y Gurtubay. Sucedió su hija en 1955:
- Cayetana Fitz-James Stuart (Madrid, 28 de marzo de 1926-Sevilla, 20 de noviembre de 2014), XV condesa de Casarrubios del Monte,[23] XXI condesa de Miranda del Castañar,[16] XVIII duquesa de Alba, etc.

Casada en primeras nupcias con Luis Martínez de Irujo y Artázcoz (1919-1972). En segundas nupcias se casó con Jesús Aguirre y Ortiz de Zárate (1934-2001). Contrajo un tercer matrimonio con Alfonso Díez Carabantes (n. 1950). Le sucedió su hijo del primer matrimonio:
- Carlos Fitz-James Stuart y Martínez de Irujo (n. Madrid, 2 de octubre de 1948), XVI conde de Casarrubios del Monte,[24] XXII conde de Miranda del Castañar,[25] XIX duque de Alba, etc.

Casó, el 18 de junio de 1988, con Matilde de Solís-Beaumont y Martínez Campos, padres de Fernando Fitz-James Stuart y Solís y Carlos Fitz-James Stuart y Solís.

## Árbol genealógico
| \| Gonzalo de Chacón y Ayala I conde de Casarrubios del Monte ( ¿? -1613) \| \| \| \| \| \| \| \| \| \| \| \| \| \| \| \| \| \| \| \| \| \| \| \| \| \| \| \| \| \| \| \| \| \| \| \| \| \| \| \| \| \| \| \| \| \| \| \| \| \| \| \| \| \| \| \| \| \| \| \| \| \| \| \| \| \| \| \| \| \| \| \| \| \| \| \| \| \| \| \| \| \| \| \| \| \| \| \| \| \| \| \| \| \| \| \| \| \| \| \| \| \| \| \| \| \| \| \| \| \| \| \| \| \| \| \| \| \| \| \| \| \| \| \| \| \| \| \| \| Gonzalo de Chacón y Chacón II conde de Casarrubios del Monte (1581- ¿? ) \| Gonzalo de Chacón y Chacón II conde de Casarrubios del Monte (1581- ¿? ) \| Gonzalo de Chacón y Chacón II conde de Casarrubios del Monte (1581- ¿? ) \| Gonzalo de Chacón y Chacón II conde de Casarrubios del Monte (1581- ¿? ) \| Gonzalo de Chacón y Chacón II conde de Casarrubios del Monte (1581- ¿? ) \| Gonzalo de Chacón y Chacón II conde de Casarrubios del Monte (1581- ¿? ) \| \| \| Diego de Chacón y Chacón III conde de Casarrubios del Monte (1590-1655) \| Diego de Chacón y Chacón III conde de Casarrubios del Monte (1590-1655) \| Diego de Chacón y Chacón III conde de Casarrubios del Monte (1590-1655) \| Diego de Chacón y Chacón III conde de Casarrubios del Monte (1590-1655) \| Diego de Chacón y Chacón III conde de Casarrubios del Monte (1590-1655) \| Diego de Chacón y Chacón III conde de Casarrubios del Monte (1590-1655) \| \| \| \| \| \| \| \| \| \| \| \| \| \| \| \| \| \| \| \| \| \| \| \| \| \| \| \| \| \| Gonzalo de Chacón y Chacón II conde de Casarrubios del Monte (1581- ¿? ) \| Gonzalo de Chacón y Chacón II conde de Casarrubios del Monte (1581- ¿? ) \| Gonzalo de Chacón y Chacón II conde de Casarrubios del Monte (1581- ¿? ) \| Gonzalo de Chacón y Chacón II conde de Casarrubios del Monte (1581- ¿? ) \| Gonzalo de Chacón y Chacón II conde de Casarrubios del Monte (1581- ¿? ) \| Gonzalo de Chacón y Chacón II conde de Casarrubios del Monte (1581- ¿? ) \| \| \| Diego de Chacón y Chacón III conde de Casarrubios del Monte (1590-1655) \| Diego de Chacón y Chacón III conde de Casarrubios del Monte (1590-1655) \| Diego de Chacón y Chacón III conde de Casarrubios del Monte (1590-1655) \| Diego de Chacón y Chacón III conde de Casarrubios del Monte (1590-1655) \| Diego de Chacón y Chacón III conde de Casarrubios del Monte (1590-1655) \| Diego de Chacón y Chacón III conde de Casarrubios del Monte (1590-1655) \| \| \| \| \| \| \| \| \| \| \| \| \| \| \| \| \| \| \| \| \| \| \| \| \| \| \| \| \| \| \| \| \| \| \| \| \| \| Isabel Chacón y Mendoza IV condesa de Casarrubios del Monte (1630-1691) \| \| \| \| \| \| \| \| \| \| \| \| \| \| \| \| \| \| \| \| \| \| \| \| \| \| \| \| \| \| \| \| \| \| \| \| \| \| \| \| \| \| \| \| \| \| \| \| \| \| \| \| \| \| \| \| \| \| \| \| \| \| \| \| \| \| \| \| \| \| \| \| \| \| \| \| \| \| \| \| \| \| \| \| \| \| Juan de Chaves y Chacón V conde de Casarrubios del Monte (1650-1696) \| \| \| \| \| \| \| \| \| \| \| \| \| \| \| \| \| \| \| \| \| \| \| \| \| \| \| \| \| \| \| \| \| \| \| \| \| \| \| \| \| \| \| \| \| \| \| \| \| \| \| \| \| \| \| \| \| \| \| \| \| \| \| \| \| \| \| \| \| \| \| \| \| \| \| \| \| \| \| \| \| \| \| \| \| \| Joaquín José de Chaves y Zúñiga VI conde de Casarrubios del Monte (1670-1725) \| \| \| \| \| \| \| \| \| \| \| \| \| \| \| \| \| \| \| \| \| \| \| \| \| \| \| \| \| \| \| \| \| \| \| \| \| \| \| \| \| \| \| \| \| \| \| \| \| \| \| \| \| \| \| \| \| \| \| \| \| \| \| \| \| \| \| \| \| \| \| \| \| \| \| \| \| \| \| \| \| \| \| \| \| \| \| \| \| \| \| \| \| \| \| \| \| \| \| \| \| \| \| \| \| \| \| \| \| \| \| \| \| \| \| \| \| \| \| \| \| \| \| \| \| \| \| \| \| Pedro Regalado de Zúñiga y Ayala VII conde de Casarrubios del Monte ( ¿? - ¿? ) \| Pedro Regalado de Zúñiga y Ayala VII conde de Casarrubios del Monte ( ¿? - ¿? ) \| Pedro Regalado de Zúñiga y Ayala VII conde de Casarrubios del Monte ( ¿? - ¿? ) \| Pedro Regalado de Zúñiga y Ayala VII conde de Casarrubios del Monte ( ¿? - ¿? ) \| Pedro Regalado de Zúñiga y Ayala VII conde de Casarrubios del Monte ( ¿? - ¿? ) \| Pedro Regalado de Zúñiga y Ayala VII conde de Casarrubios del Monte ( ¿? - ¿? ) \| \| \| Antonio de Zúñiga y Ayala VIII conde de Casarrubios del Monte (1669-1765) \| Antonio de Zúñiga y Ayala VIII conde de Casarrubios del Monte (1669-1765) \| Antonio de Zúñiga y Ayala VIII conde de Casarrubios del Monte (1669-1765) \| Antonio de Zúñiga y Ayala VIII conde de Casarrubios del Monte (1669-1765) \| Antonio de Zúñiga y Ayala VIII conde de Casarrubios del Monte (1669-1765) \| Antonio de Zúñiga y Ayala VIII conde de Casarrubios del Monte (1669-1765) \| \| \| \| \| \| \| \| \| \| \| \| \| \| \| \| \| \| \| \| \| \| \| \| \| \| \| \| \| \| Pedro Regalado de Zúñiga y Ayala VII conde de Casarrubios del Monte ( ¿? - ¿? ) \| Pedro Regalado de Zúñiga y Ayala VII conde de Casarrubios del Monte ( ¿? - ¿? ) \| Pedro Regalado de Zúñiga y Ayala VII conde de Casarrubios del Monte ( ¿? - ¿? ) \| Pedro Regalado de Zúñiga y Ayala VII conde de Casarrubios del Monte ( ¿? - ¿? ) \| Pedro Regalado de Zúñiga y Ayala VII conde de Casarrubios del Monte ( ¿? - ¿? ) \| Pedro Regalado de Zúñiga y Ayala VII conde de Casarrubios del Monte ( ¿? - ¿? ) \| \| \| Antonio de Zúñiga y Ayala VIII conde de Casarrubios del Monte (1669-1765) \| Antonio de Zúñiga y Ayala VIII conde de Casarrubios del Monte (1669-1765) \| Antonio de Zúñiga y Ayala VIII conde de Casarrubios del Monte (1669-1765) \| Antonio de Zúñiga y Ayala VIII conde de Casarrubios del Monte (1669-1765) \| Antonio de Zúñiga y Ayala VIII conde de Casarrubios del Monte (1669-1765) \| Antonio de Zúñiga y Ayala VIII conde de Casarrubios del Monte (1669-1765) \| \| \| \| \| \| \| \| \| \| \| \| \| \| \| \| \| \| \| \| \| \| \| \| \| \| \| \| \| \| \| \| \| \| \| \| \| \| María Josefa de Zúñiga y Girón IX conde de Casarrubios del Monte (1733-1796) \| \| \| \| \| \| \| \| \| \| \| \| \| \| \| \| \| \| \| \| \| \| \| \| \| \| \| \| \| \| \| \| \| \| \| \| \| \| \| \| \| \| \| \| \| \| \| \| \| \| \| \| \| \| \| \| \| \| \| \| \| \| \| \| \| \| \| \| \| \| \| \| \| \| \| \| \| \| \| \| \| \| \| \| \| \| María Francisca de Sales Portocarrero de Guzmán y Zúñiga X condesa de Casarrubios del Monte (1754-1808) \| \| \| \| \| \| \| \| \| \| \| \| \| \| \| \| \| \| \| \| \| \| \| \| \| \| \| \| \| \| \| \| \| \| \| \| \| \| \| \| \| \| \| \| \| \| \| \| \| \| \| \| \| \| \| \| \| \| \| \| \| \| \| \| \| \| \| \| \| \| \| \| \| \| \| \| \| \| \| \| \| \| \| \| \| \| \| \| \| \| \| \| \| \| \| \| \| \| \| \| \| \| \| \| \| \| \| \| \| \| \| \| \| \| \| \| \| \| \| \| \| \| \| \| \| \| \| \| \| Eugenio Eulalio de Palafox y Portocarrero XI conde de Casarrubios del Monte (1773-1834) \| Eugenio Eulalio de Palafox y Portocarrero XI conde de Casarrubios del Monte (1773-1834) \| Eugenio Eulalio de Palafox y Portocarrero XI conde de Casarrubios del Monte (1773-1834) \| Eugenio Eulalio de Palafox y Portocarrero XI conde de Casarrubios del Monte (1773-1834) \| Eugenio Eulalio de Palafox y Portocarrero XI conde de Casarrubios del Monte (1773-1834) \| Eugenio Eulalio de Palafox y Portocarrero XI conde de Casarrubios del Monte (1773-1834) \| \| \| Cipriano de Palafox y Portocarrero XII conde de Casarrubios del Monte (1754-1808) \| Cipriano de Palafox y Portocarrero XII conde de Casarrubios del Monte (1754-1808) \| Cipriano de Palafox y Portocarrero XII conde de Casarrubios del Monte (1754-1808) \| Cipriano de Palafox y Portocarrero XII conde de Casarrubios del Monte (1754-1808) \| Cipriano de Palafox y Portocarrero XII conde de Casarrubios del Monte (1754-1808) \| Cipriano de Palafox y Portocarrero XII conde de Casarrubios del Monte (1754-1808) \| \| \| \| \| \| \| \| \| \| \| \| \| \| \| \| \| \| \| \| \| \| \| \| \| \| \| \| \| \| Eugenio Eulalio de Palafox y Portocarrero XI conde de Casarrubios del Monte (1773-1834) \| Eugenio Eulalio de Palafox y Portocarrero XI conde de Casarrubios del Monte (1773-1834) \| Eugenio Eulalio de Palafox y Portocarrero XI conde de Casarrubios del Monte (1773-1834) \| Eugenio Eulalio de Palafox y Portocarrero XI conde de Casarrubios del Monte (1773-1834) \| Eugenio Eulalio de Palafox y Portocarrero XI conde de Casarrubios del Monte (1773-1834) \| Eugenio Eulalio de Palafox y Portocarrero XI conde de Casarrubios del Monte (1773-1834) \| \| \| Cipriano de Palafox y Portocarrero XII conde de Casarrubios del Monte (1754-1808) \| Cipriano de Palafox y Portocarrero XII conde de Casarrubios del Monte (1754-1808) \| Cipriano de Palafox y Portocarrero XII conde de Casarrubios del Monte (1754-1808) \| Cipriano de Palafox y Portocarrero XII conde de Casarrubios del Monte (1754-1808) \| Cipriano de Palafox y Portocarrero XII conde de Casarrubios del Monte (1754-1808) \| Cipriano de Palafox y Portocarrero XII conde de Casarrubios del Monte (1754-1808) \| \| \| \| \| \| \| \| \| \| \| \| \| \| \| \| \| \| \| \| \| \| \| \| \| \| \| \| \| \| \| \| \| \| \| \| \| \| María Francisca Palafox Portocarrero y KirkPatrick XIII condesa de Casarrubios del Monte (1825-1860) \| \| \| \| \| \| \| \| \| \| \| \| \| \| \| \| \| \| \| \| \| \| \| \| \| \| \| \| \| \| \| \| \| \| \| \| \| \| \| \| \| \| \| \| \| \| \| \| \| \| \| \| \| \| \| \| \| \| \| \| \| \| \| \| \| \| \| \| \| \| \| \| \| \| \| \| \| \| \| \| \| \| \| \| \| \| Carlos María Fitz-James Stuart y Palafox XIV conde de Casarrubios del Monte (1849-1901) \| \| \| \| \| \| \| \| \| \| \| \| \| \| \| \| \| \| \| \| \| \| \| \| \| \| \| \| \| \| \| \| \| \| \| \| \| \| \| \| \| \| \| \| \| \| \| \| \| \| \| \| \| \| \| \| \| \| \| \| \| \| \| \| \| \| \| \| \| \| \| \| \| \| \| \| \| \| \| \| \| \| \| \| \| \| Jacobo Fitz-James Stuart y Falcó XV conde de Casarrubios del Monte (1878-1953) \| \| \| \| \| \| \| \| \| \| \| \| \| \| \| \| \| \| \| \| \| \| \| \| \| \| \| \| \| \| \| \| \| \| \| \| \| \| \| \| \| \| \| \| \| \| \| \| \| \| \| \| \| \| \| \| \| \| \| \| \| \| \| \| \| \| \| \| \| \| \| \| \| \| \| \| \| \| \| \| \| \| \| \| \| \| Cayetana Fitz-James Stuart y Silva XVI conde de Casarrubios del Monte (1926-2014) \| \| \| \| \| \| \| \| \| \| \| \| \| \| \| \| \| \| \| \| \| \| \| \| \| \| \| \| \| \| \| \| \| \| \| \| \| \| \| \| \| \| \| \| \| \| \| \| \| \| \| \| \| \| \| \| \| \| \| \| \| \| \| \| \| \| \| \| \| \| \| \| \| \| \| \| \| \| \| \| \| \| \| \| \| \| Carlos Fitz-James Stuart y Martínez de Irujo XVII conde de Casarrubios del Monte (1948- ) \| \| \| \| \| \| \| \| \| \| \| \| \| \| \| \| \| \| |                                                                          |                                                                          |                                                                          |                                                                          |                                                                          |  |  |                                                                                 |                                                                                 |                                                                                 |                                                                                 |                                                                                 |                                                                                 |  |  | |                                                                                         |                                                                                         |                                                                                         |                                                                                         |                                                                                         |  |  | |                                                                                   |                                                                                   |                                                                                   |                                                                                   |                                                                                   |  |  |  |  |  |  |  |  |  |  |  |  |
| Gonzalo de Chacón y Ayala I conde de Casarrubios del Monte ( ¿? -1613) |                                                                          |                                                                          |                                                                          |                                                                          |                                                                          |  |  |                                                                                 |                                                                                 |                                                                                 |                                                                                 |                                                                                 |                                                                                 |  |  | |                                                                                         |                                                                                         |                                                                                         |                                                                                         |                                                                                         |  |  | |                                                                                   |                                                                                   |                                                                                   |                                                                                   |                                                                                   |  |  |  |  |  |  |  |  |  |  |  |  |
| |                                                                          |                                                                          |                                                                          |                                                                          |                                                                          |  |  |                                                                                 |                                                                                 |                                                                                 |                                                                                 |                                                                                 |                                                                                 |  |  | |                                                                                         |                                                                                         |                                                                                         |                                                                                         |                                                                                         |  |  | |                                                                                   |                                                                                   |                                                                                   |                                                                                   |                                                                                   |  |  |  |  |  |  |  |  |  |  |  |  |
| |                                                                          |                                                                          |                                                                          |                                                                          |                                                                          |  |  |                                                                                 |                                                                                 |                                                                                 |                                                                                 |                                                                                 |                                                                                 |  |  | |                                                                                         |                                                                                         |                                                                                         |                                                                                         |                                                                                         |  |  | |                                                                                   |                                                                                   |                                                                                   |                                                                                   |                                                                                   |  |  |  |  |  |  |  |  |  |  |  |  |
| Gonzalo de Chacón y Chacón II conde de Casarrubios del Monte (1581- ¿? ) | Gonzalo de Chacón y Chacón II conde de Casarrubios del Monte (1581- ¿? ) | Gonzalo de Chacón y Chacón II conde de Casarrubios del Monte (1581- ¿? ) | Gonzalo de Chacón y Chacón II conde de Casarrubios del Monte (1581- ¿? ) | Gonzalo de Chacón y Chacón II conde de Casarrubios del Monte (1581- ¿? ) | Gonzalo de Chacón y Chacón II conde de Casarrubios del Monte (1581- ¿? ) |  |  | Diego de Chacón y Chacón III conde de Casarrubios del Monte (1590-1655)         | Diego de Chacón y Chacón III conde de Casarrubios del Monte (1590-1655)         | Diego de Chacón y Chacón III conde de Casarrubios del Monte (1590-1655)         | Diego de Chacón y Chacón III conde de Casarrubios del Monte (1590-1655)         | Diego de Chacón y Chacón III conde de Casarrubios del Monte (1590-1655)         | Diego de Chacón y Chacón III conde de Casarrubios del Monte (1590-1655)         |  |  | |                                                                                         |                                                                                         |                                                                                         |                                                                                         |                                                                                         |  |  | |                                                                                   |                                                                                   |                                                                                   |                                                                                   |                                                                                   |  |  |  |  |  |  |  |  |  |  |  |  |
| Gonzalo de Chacón y Chacón II conde de Casarrubios del Monte (1581- ¿? ) | Gonzalo de Chacón y Chacón II conde de Casarrubios del Monte (1581- ¿? ) | Gonzalo de Chacón y Chacón II conde de Casarrubios del Monte (1581- ¿? ) | Gonzalo de Chacón y Chacón II conde de Casarrubios del Monte (1581- ¿? ) | Gonzalo de Chacón y Chacón II conde de Casarrubios del Monte (1581- ¿? ) | Gonzalo de Chacón y Chacón II conde de Casarrubios del Monte (1581- ¿? ) |  |  | Diego de Chacón y Chacón III conde de Casarrubios del Monte (1590-1655)         | Diego de Chacón y Chacón III conde de Casarrubios del Monte (1590-1655)         | Diego de Chacón y Chacón III conde de Casarrubios del Monte (1590-1655)         | Diego de Chacón y Chacón III conde de Casarrubios del Monte (1590-1655)         | Diego de Chacón y Chacón III conde de Casarrubios del Monte (1590-1655)         | Diego de Chacón y Chacón III conde de Casarrubios del Monte (1590-1655)         |  |  | |                                                                                         |                                                                                         |                                                                                         |                                                                                         |                                                                                         |  |  | |                                                                                   |                                                                                   |                                                                                   |                                                                                   |                                                                                   |  |  |  |  |  |  |  |  |  |  |  |  |
| |                                                                          |                                                                          |                                                                          |                                                                          |                                                                          |  |  | Isabel Chacón y Mendoza IV condesa de Casarrubios del Monte (1630-1691)         |                                                                                 |                                                                                 |                                                                                 |                                                                                 |                                                                                 |  |  | |                                                                                         |                                                                                         |                                                                                         |                                                                                         |                                                                                         |  |  | |                                                                                   |                                                                                   |                                                                                   |                                                                                   |                                                                                   |  |  |  |  |  |  |  |  |  |  |  |  |
| |                                                                          |                                                                          |                                                                          |                                                                          |                                                                          |  |  |                                                                                 |                                                                                 |                                                                                 |                                                                                 |                                                                                 |                                                                                 |  |  | |                                                                                         |                                                                                         |                                                                                         |                                                                                         |                                                                                         |  |  | |                                                                                   |                                                                                   |                                                                                   |                                                                                   |                                                                                   |  |  |  |  |  |  |  |  |  |  |  |  |
| |                                                                          |                                                                          |                                                                          |                                                                          |                                                                          |  |  | Juan de Chaves y Chacón V conde de Casarrubios del Monte (1650-1696)            |                                                                                 |                                                                                 |                                                                                 |                                                                                 |                                                                                 |  |  | |                                                                                         |                                                                                         |                                                                                         |                                                                                         |                                                                                         |  |  | |                                                                                   |                                                                                   |                                                                                   |                                                                                   |                                                                                   |  |  |  |  |  |  |  |  |  |  |  |  |
| |                                                                          |                                                                          |                                                                          |                                                                          |                                                                          |  |  |                                                                                 |                                                                                 |                                                                                 |                                                                                 |                                                                                 |                                                                                 |  |  | |                                                                                         |                                                                                         |                                                                                         |                                                                                         |                                                                                         |  |  | |                                                                                   |                                                                                   |                                                                                   |                                                                                   |                                                                                   |  |  |  |  |  |  |  |  |  |  |  |  |
| |                                                                          |                                                                          |                                                                          |                                                                          |                                                                          |  |  | Joaquín José de Chaves y Zúñiga VI conde de Casarrubios del Monte (1670-1725)   |                                                                                 |                                                                                 |                                                                                 |                                                                                 |                                                                                 |  |  | |                                                                                         |                                                                                         |                                                                                         |                                                                                         |                                                                                         |  |  | |                                                                                   |                                                                                   |                                                                                   |                                                                                   |                                                                                   |  |  |  |  |  |  |  |  |  |  |  |  |
| |                                                                          |                                                                          |                                                                          |                                                                          |                                                                          |  |  |                                                                                 |                                                                                 |                                                                                 |                                                                                 |                                                                                 |                                                                                 |  |  | |                                                                                         |                                                                                         |                                                                                         |                                                                                         |                                                                                         |  |  | |                                                                                   |                                                                                   |                                                                                   |                                                                                   |                                                                                   |  |  |  |  |  |  |  |  |  |  |  |  |
| |                                                                          |                                                                          |                                                                          |                                                                          |                                                                          |  |  |                                                                                 |                                                                                 |                                                                                 |                                                                                 |                                                                                 |                                                                                 |  |  | |                                                                                         |                                                                                         |                                                                                         |                                                                                         |                                                                                         |  |  | |                                                                                   |                                                                                   |                                                                                   |                                                                                   |                                                                                   |  |  |  |  |  |  |  |  |  |  |  |  |
| |                                                                          |                                                                          |                                                                          |                                                                          |                                                                          |  |  | Pedro Regalado de Zúñiga y Ayala VII conde de Casarrubios del Monte ( ¿? - ¿? ) | Pedro Regalado de Zúñiga y Ayala VII conde de Casarrubios del Monte ( ¿? - ¿? ) | Pedro Regalado de Zúñiga y Ayala VII conde de Casarrubios del Monte ( ¿? - ¿? ) | Pedro Regalado de Zúñiga y Ayala VII conde de Casarrubios del Monte ( ¿? - ¿? ) | Pedro Regalado de Zúñiga y Ayala VII conde de Casarrubios del Monte ( ¿? - ¿? ) | Pedro Regalado de Zúñiga y Ayala VII conde de Casarrubios del Monte ( ¿? - ¿? ) |  |  | Antonio de Zúñiga y Ayala VIII conde de Casarrubios del Monte (1669-1765)                               | Antonio de Zúñiga y Ayala VIII conde de Casarrubios del Monte (1669-1765)               | Antonio de Zúñiga y Ayala VIII conde de Casarrubios del Monte (1669-1765)               | Antonio de Zúñiga y Ayala VIII conde de Casarrubios del Monte (1669-1765)               | Antonio de Zúñiga y Ayala VIII conde de Casarrubios del Monte (1669-1765)               | Antonio de Zúñiga y Ayala VIII conde de Casarrubios del Monte (1669-1765)               |  |  | |                                                                                   |                                                                                   |                                                                                   |                                                                                   |                                                                                   |  |  |  |  |  |  |  |  |  |  |  |  |
| |                                                                          |                                                                          |                                                                          |                                                                          |                                                                          |  |  | Pedro Regalado de Zúñiga y Ayala VII conde de Casarrubios del Monte ( ¿? - ¿? ) | Pedro Regalado de Zúñiga y Ayala VII conde de Casarrubios del Monte ( ¿? - ¿? ) | Pedro Regalado de Zúñiga y Ayala VII conde de Casarrubios del Monte ( ¿? - ¿? ) | Pedro Regalado de Zúñiga y Ayala VII conde de Casarrubios del Monte ( ¿? - ¿? ) | Pedro Regalado de Zúñiga y Ayala VII conde de Casarrubios del Monte ( ¿? - ¿? ) | Pedro Regalado de Zúñiga y Ayala VII conde de Casarrubios del Monte ( ¿? - ¿? ) |  |  | Antonio de Zúñiga y Ayala VIII conde de Casarrubios del Monte (1669-1765)                               | Antonio de Zúñiga y Ayala VIII conde de Casarrubios del Monte (1669-1765)               | Antonio de Zúñiga y Ayala VIII conde de Casarrubios del Monte (1669-1765)               | Antonio de Zúñiga y Ayala VIII conde de Casarrubios del Monte (1669-1765)               | Antonio de Zúñiga y Ayala VIII conde de Casarrubios del Monte (1669-1765)               | Antonio de Zúñiga y Ayala VIII conde de Casarrubios del Monte (1669-1765)               |  |  | |                                                                                   |                                                                                   |                                                                                   |                                                                                   |                                                                                   |  |  |  |  |  |  |  |  |  |  |  |  |
| |                                                                          |                                                                          |                                                                          |                                                                          |                                                                          |  |  |                                                                                 |                                                                                 |                                                                                 |                                                                                 |                                                                                 |                                                                                 |  |  | María Josefa de Zúñiga y Girón IX conde de Casarrubios del Monte (1733-1796)                            |                                                                                         |                                                                                         |                                                                                         |                                                                                         |                                                                                         |  |  | |                                                                                   |                                                                                   |                                                                                   |                                                                                   |                                                                                   |  |  |  |  |  |  |  |  |  |  |  |  |
| |                                                                          |                                                                          |                                                                          |                                                                          |                                                                          |  |  |                                                                                 |                                                                                 |                                                                                 |                                                                                 |                                                                                 |                                                                                 |  |  | |                                                                                         |                                                                                         |                                                                                         |                                                                                         |                                                                                         |  |  | |                                                                                   |                                                                                   |                                                                                   |                                                                                   |                                                                                   |  |  |  |  |  |  |  |  |  |  |  |  |
| |                                                                          |                                                                          |                                                                          |                                                                          |                                                                          |  |  |                                                                                 |                                                                                 |                                                                                 |                                                                                 |                                                                                 |                                                                                 |  |  | María Francisca de Sales Portocarrero de Guzmán y Zúñiga X condesa de Casarrubios del Monte (1754-1808) |                                                                                         |                                                                                         |                                                                                         |                                                                                         |                                                                                         |  |  | |                                                                                   |                                                                                   |                                                                                   |                                                                                   |                                                                                   |  |  |  |  |  |  |  |  |  |  |  |  |
| |                                                                          |                                                                          |                                                                          |                                                                          |                                                                          |  |  |                                                                                 |                                                                                 |                                                                                 |                                                                                 |                                                                                 |                                                                                 |  |  | |                                                                                         |                                                                                         |                                                                                         |                                                                                         |                                                                                         |  |  | |                                                                                   |                                                                                   |                                                                                   |                                                                                   |                                                                                   |  |  |  |  |  |  |  |  |  |  |  |  |
| |                                                                          |                                                                          |                                                                          |                                                                          |                                                                          |  |  |                                                                                 |                                                                                 |                                                                                 |                                                                                 |                                                                                 |                                                                                 |  |  | |                                                                                         |                                                                                         |                                                                                         |                                                                                         |                                                                                         |  |  | |                                                                                   |                                                                                   |                                                                                   |                                                                                   |                                                                                   |  |  |  |  |  |  |  |  |  |  |  |  |
| |                                                                          |                                                                          |                                                                          |                                                                          |                                                                          |  |  |                                                                                 |                                                                                 |                                                                                 |                                                                                 |                                                                                 |                                                                                 |  |  | Eugenio Eulalio de Palafox y Portocarrero XI conde de Casarrubios del Monte (1773-1834)                 | Eugenio Eulalio de Palafox y Portocarrero XI conde de Casarrubios del Monte (1773-1834) | Eugenio Eulalio de Palafox y Portocarrero XI conde de Casarrubios del Monte (1773-1834) | Eugenio Eulalio de Palafox y Portocarrero XI conde de Casarrubios del Monte (1773-1834) | Eugenio Eulalio de Palafox y Portocarrero XI conde de Casarrubios del Monte (1773-1834) | Eugenio Eulalio de Palafox y Portocarrero XI conde de Casarrubios del Monte (1773-1834) |  |  | Cipriano de Palafox y Portocarrero XII conde de Casarrubios del Monte (1754-1808)                    | Cipriano de Palafox y Portocarrero XII conde de Casarrubios del Monte (1754-1808) | Cipriano de Palafox y Portocarrero XII conde de Casarrubios del Monte (1754-1808) | Cipriano de Palafox y Portocarrero XII conde de Casarrubios del Monte (1754-1808) | Cipriano de Palafox y Portocarrero XII conde de Casarrubios del Monte (1754-1808) | Cipriano de Palafox y Portocarrero XII conde de Casarrubios del Monte (1754-1808) |  |  |  |  |  |  |  |  |  |  |  |  |
| |                                                                          |                                                                          |                                                                          |                                                                          |                                                                          |  |  |                                                                                 |                                                                                 |                                                                                 |                                                                                 |                                                                                 |                                                                                 |  |  | Eugenio Eulalio de Palafox y Portocarrero XI conde de Casarrubios del Monte (1773-1834)                 | Eugenio Eulalio de Palafox y Portocarrero XI conde de Casarrubios del Monte (1773-1834) | Eugenio Eulalio de Palafox y Portocarrero XI conde de Casarrubios del Monte (1773-1834) | Eugenio Eulalio de Palafox y Portocarrero XI conde de Casarrubios del Monte (1773-1834) | Eugenio Eulalio de Palafox y Portocarrero XI conde de Casarrubios del Monte (1773-1834) | Eugenio Eulalio de Palafox y Portocarrero XI conde de Casarrubios del Monte (1773-1834) |  |  | Cipriano de Palafox y Portocarrero XII conde de Casarrubios del Monte (1754-1808)                    | Cipriano de Palafox y Portocarrero XII conde de Casarrubios del Monte (1754-1808) | Cipriano de Palafox y Portocarrero XII conde de Casarrubios del Monte (1754-1808) | Cipriano de Palafox y Portocarrero XII conde de Casarrubios del Monte (1754-1808) | Cipriano de Palafox y Portocarrero XII conde de Casarrubios del Monte (1754-1808) | Cipriano de Palafox y Portocarrero XII conde de Casarrubios del Monte (1754-1808) |  |  |  |  |  |  |  |  |  |  |  |  |
| |                                                                          |                                                                          |                                                                          |                                                                          |                                                                          |  |  |                                                                                 |                                                                                 |                                                                                 |                                                                                 |                                                                                 |                                                                                 |  |  | |                                                                                         |                                                                                         |                                                                                         |                                                                                         |                                                                                         |  |  | María Francisca Palafox Portocarrero y KirkPatrick XIII condesa de Casarrubios del Monte (1825-1860) |                                                                                   |                                                                                   |                                                                                   |                                                                                   |                                                                                   |  |  |  |  |  |  |  |  |  |  |  |  |
| |                                                                          |                                                                          |                                                                          |                                                                          |                                                                          |  |  |                                                                                 |                                                                                 |                                                                                 |                                                                                 |                                                                                 |                                                                                 |  |  | |                                                                                         |                                                                                         |                                                                                         |                                                                                         |                                                                                         |  |  | |                                                                                   |                                                                                   |                                                                                   |                                                                                   |                                                                                   |  |  |  |  |  |  |  |  |  |  |  |  |
| |                                                                          |                                                                          |                                                                          |                                                                          |                                                                          |  |  |                                                                                 |                                                                                 |                                                                                 |                                                                                 |                                                                                 |                                                                                 |  |  | |                                                                                         |                                                                                         |                                                                                         |                                                                                         |                                                                                         |  |  | Carlos María Fitz-James Stuart y Palafox XIV conde de Casarrubios del Monte (1849-1901)              |                                                                                   |                                                                                   |                                                                                   |                                                                                   |                                                                                   |  |  |  |  |  |  |  |  |  |  |  |  |
| |                                                                          |                                                                          |                                                                          |                                                                          |                                                                          |  |  |                                                                                 |                                                                                 |                                                                                 |                                                                                 |                                                                                 |                                                                                 |  |  | |                                                                                         |                                                                                         |                                                                                         |                                                                                         |                                                                                         |  |  | |                                                                                   |                                                                                   |                                                                                   |                                                                                   |                                                                                   |  |  |  |  |  |  |  |  |  |  |  |  |
| |                                                                          |                                                                          |                                                                          |                                                                          |                                                                          |  |  |                                                                                 |                                                                                 |                                                                                 |                                                                                 |                                                                                 |                                                                                 |  |  | |                                                                                         |                                                                                         |                                                                                         |                                                                                         |                                                                                         |  |  | Jacobo Fitz-James Stuart y Falcó XV conde de Casarrubios del Monte (1878-1953)                       |                                                                                   |                                                                                   |                                                                                   |                                                                                   |                                                                                   |  |  |  |  |  |  |  |  |  |  |  |  |
| |                                                                          |                                                                          |                                                                          |                                                                          |                                                                          |  |  |                                                                                 |                                                                                 |                                                                                 |                                                                                 |                                                                                 |                                                                                 |  |  | |                                                                                         |                                                                                         |                                                                                         |                                                                                         |                                                                                         |  |  | |                                                                                   |                                                                                   |                                                                                   |                                                                                   |                                                                                   |  |  |  |  |  |  |  |  |  |  |  |  |
| |                                                                          |                                                                          |                                                                          |                                                                          |                                                                          |  |  |                                                                                 |                                                                                 |                                                                                 |                                                                                 |                                                                                 |                                                                                 |  |  | |                                                                                         |                                                                                         |                                                                                         |                                                                                         |                                                                                         |  |  | Cayetana Fitz-James Stuart y Silva XVI conde de Casarrubios del Monte (1926-2014)                    |                                                                                   |                                                                                   |                                                                                   |                                                                                   |                                                                                   |  |  |  |  |  |  |  |  |  |  |  |  |
| |                                                                          |                                                                          |                                                                          |                                                                          |                                                                          |  |  |                                                                                 |                                                                                 |                                                                                 |                                                                                 |                                                                                 |                                                                                 |  |  | |                                                                                         |                                                                                         |                                                                                         |                                                                                         |                                                                                         |  |  | |                                                                                   |                                                                                   |                                                                                   |                                                                                   |                                                                                   |  |  |  |  |  |  |  |  |  |  |  |  |
| |                                                                          |                                                                          |                                                                          |                                                                          |                                                                          |  |  |                                                                                 |                                                                                 |                                                                                 |                                                                                 |                                                                                 |                                                                                 |  |  | |                                                                                         |                                                                                         |                                                                                         |                                                                                         |                                                                                         |  |  | Carlos Fitz-James Stuart y Martínez de Irujo XVII conde de Casarrubios del Monte (1948- )            |                                                                                   |                                                                                   |                                                                                   |                                                                                   |                                                                                   |  |  |  |  |  |  |  |  |  |  |  |  |